# دروغ اول آوریل (فیلم ۱۹۶۴)
«دروغ اول آوریل» (انگلیسی: April Fool (1964 film)) یک فیلم است.